# Nymphalis mesoides-clara
Nymphalis mesoides-clara är en fjärilsart som beskrevs av Reuss 1911. Nymphalis mesoides-clara ingår i släktet Nymphalis och familjen praktfjärilar. Inga underarter finns listade i Catalogue of Life.